# 波洛茨克公国

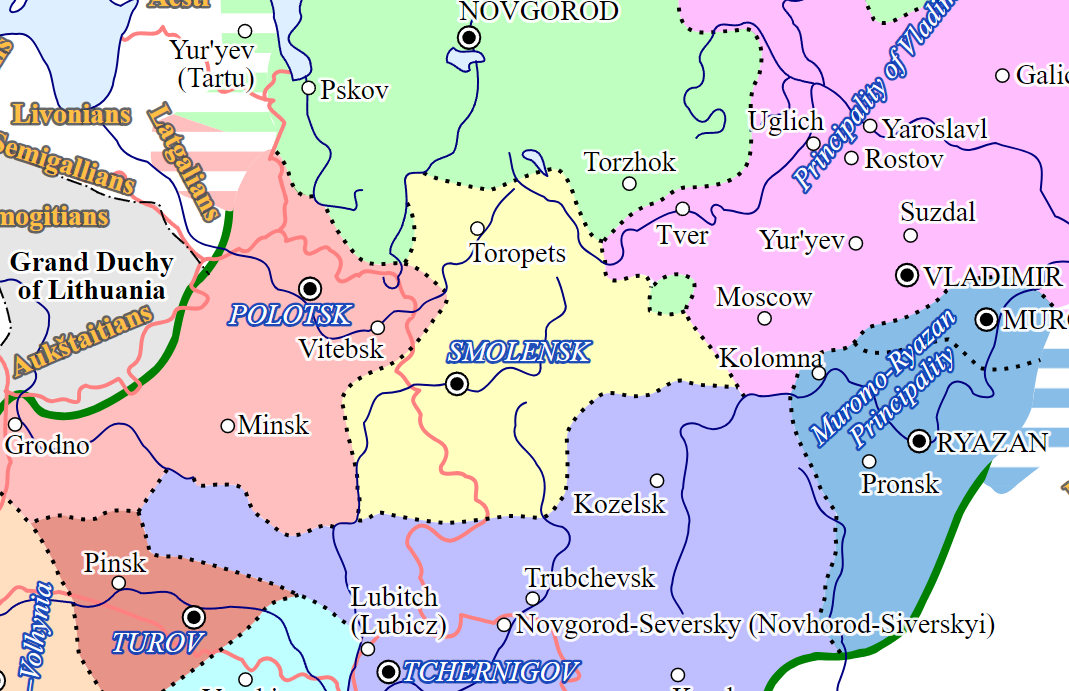
波洛茨克公国地图

波洛茨克公国是中世纪時東斯拉夫民族建立的一個歐洲國家。該國始於10世紀。13世纪時，該國并入立陶宛大公国。
波洛茨克公国極盛時期其統治範圍包括現今白俄罗斯北部和中部以及拉脱维亚东南部以及维捷布斯克、德魯茨克、明斯克、扎斯拉夫爾、洛戈伊斯克、鲍里索夫、布拉斯拉夫等地。